# Cotula andreae
Cotula andreae là một loài thực vật có hoa trong họ Cúc. Loài này được (E.Phillips) K.Bremer & Humphries mô tả khoa học đầu tiên năm 1993.